# Chicagoer Arbeiter-Zeitung

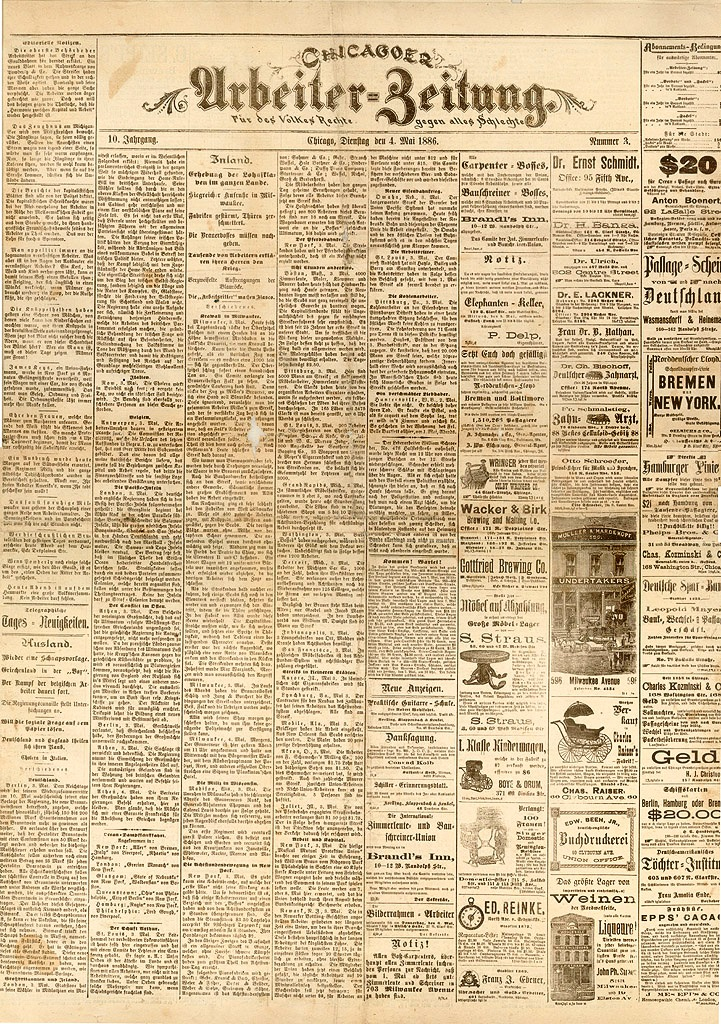
Ausgabe vom 4. Mai 1886.

Die Chicagoer Arbeiter-Zeitung war eine anarchistische Arbeiter-Zeitung in deutscher Sprache für deutschstämmige Einwanderer, die in Chicago in den Fabriken arbeiteten. Untertitel der Zeitung waren Unabhängiges Organ für die Interessen des Volkes und Organ der internationalen Vereinigung des arbeitenden Volkes.
Sie wurde erstmals im Jahre 1877 in Chicago herausgegeben. Sie erschien bis in das Jahr 1931 dreimal wöchentlich mit einer durchschnittlichen Auflagenstärke von circa 5800 Exemplaren.
Durch den Haymarket Riot im Frühjahr 1886 und die Aufrufe des Chefredakteurs und Herausgebers der sozialistischen Arbeiter-Zeitung August Spies war die Arbeiter-Zeitung ein Wegbereiter der Gewerkschaft und eine Stimme der Arbeiterbewegung zu jener Zeit. Nach Angaben des Historikers Max Nettlau soll zeitweise Rudolf Steiner Redakteur der Zeitung gewesen sein. Auch der tschechisch-österreichische Anarchist Hippolyte Havel arbeitete Anfang des 20. Jahrhunderts bei der Zeitung als Redakteur bzw. Herausgeber.